# المحموم (أسلم)

تعديل مصدري - تعديل

المحموم هي إحدى قرى عزلة أسلم الوسط بمديرية أسلم التابعة لمحافظة حجة، بلغ تعداد سكانها 10 نسمة حسب تعداد اليمن لعام 2004.